# Coari
Coari – miasto w Brazylii, w stanie Amazonas. W 2022 roku liczba mieszkańców Coari wynosiła 70 616.
W mieście znajduje się stadion Estádio Municipal José Rosquildes.
Miasto jest siedzibą rzymskokatolickiej prałatury terytorialnej Coari.